# Арундати Рой
Арундати Рой (на английски: Arundhati Roy) е индийска писателка на съвременни романи и документална литература, сценаристка, актриса и политическа активистка в защита на правата на човека и опазване на околната среда.

## Биография и творчество
Сузана Арундати Рой е родена на 24 ноември 1959 г. в Шилонг, Мегхалая, Индия, в семейството на Раджиб Рой, управител на чаена плантация, и Мери Рой, сирийска християнска активистка за защита на правата на жените от Керала. До 5-годишна семейството живее в Тамил Наду, а след това се премества в Керала, където майка ѝ работи като учителка. Учи в християнското училище в Котаям, а после в училището „Лоурънс“ в Лъвдейл, Тамил Наду.
На 16 години заминава в Делхи и следва архитектура в Института за планиране и архитектура. Там среща екоархитекта Жерард да Куня, с когото живее първо в Делхи, а после в Гоа, преди да се разделят.
След завръщането си в Делхи работи в Националния институт по градоустройство. През 1984 г. се запознава, а по-късно се омъжва за Прадип Кришен, режисьор, представител на независимото кино на Индия. Участва в неговите филми като актриса и пише сценарии за тях. Тя се разочарова от света на киното, разделя се с Кришен, и за да се издържа работи на различни работни места.
Едновременно с работата си, от 1992 г. започва да пише. Първият ѝ роман „Богът на дребните неща“ е завършен през 1996 г. и е публикуван през 1997 г. Преведен е на повече от 30 езика и става международен бестселър. Удостоен е с наградата „Букър“. Получените приходи и престижната награда ѝ осигуряват финансова независимост и тя се посвещава на писателската си кариера.
В следващите години пише сценарии и документална литература.
С книгите си и в медиите заема политически позиции по болезнени политически и социални въпроси като безогледната индустриализация и ядрената политика на Индия, външната политика на САЩ, войната срещу тероризма и глобализацията, независимостта на Кашмир, войната в Афганистан, строителството на огромни язовири в Индия, политиката на Израел, и др. През 2002 г. работата ѝ по спиране на проектите за големите язовири е отразена в документалния филм „DAM/AGE“.
През 2004 г. е удостоена с наградата за мир „Синди“ за застъпничеството си в кампаниите за ненасилие.
Арундати Рой живее в Делхи.

## Произведения

### Самостоятелни романи
- The God of Small Things (1997) – награда „Букър“
Богът на дребните неща, изд.: „Жанет 45“, Пловдив (2009), прев. Леда Милева

### Документалистика
- The Cost of Living: The Greater Common Good and the End of Imagination (1999)
- Power Politics (2000)
- War Is Peace (2001) – с Ноам Чомски, Йохан Галтунг и Харолд Пинтър
- The Algebra of Infinite Justice (2002)
- The Checkbook and the Cruise Missile: Conversations with Arundhati Roy (2003) – с Дейвид Барсамиън
- War Talk (2003)
- Come September: A Lecture by Arundhati Roy (2004)
- The Ordinary Person's Guide to Empire (2004)
- Public Power in the Age of Empire (2004)
- War With No End (2007) – с Джон Бергер, Наоми Клайн, Ханиф Курейши, Чайна Миевил, Джо Сако, Адаф Суейф и Хайфа Зангана
- The Shape of the Beast (2008)
- Listening to Grasshoppers: Field Notes on Democracy (2009)
- Broken Republic (2011)
- Kashmir: The Case for Freedom (2011) – с Тарик Али, Хилал Бат, Ангана Чатърджи и Панкаж Мишра
- Walking With The Comrades (2011)
- The Hanging of Afzal Guru (2013)
- Capitalism: A Ghost Story (2014)

### Екранизации
- 1989 In Which Annie Gives It Those Ones – ТВ филм, история и сценарий
- 1992 Electric Moon – сценарий, дизайн
- 2002 DAM/AGE: A Film with Arundhati Roy – документален ТВ филм

### Филмография, актриса
- 1987 Massey Sahib – като Сейла, девойка от племето
- 1989 In Which Annie Gives It Those Ones – като Рада
- 2003 Aapko Pehle Bhi Kahin Dekha Hai – като Сайра Кан